# Cirkel van Lester

De cirkel van Lester is een cirkel die bij een gegeven driehoek hoort. De cirkel gaat door de middelpunten van de negenpuntscirkel en omgeschreven cirkel van die cirkel en door de twee punten van Fermat, die bij de cirkel horen. De cirkel is naar June Lester uit Canada genoemd, die de cirkel heeft gevonden.
Het middelpunt van de cirkel van Lester heeft kimberlingnummer X(1116) en barycentrische coördinaten:
{\displaystyle (b^{2}-c^{2})(2(a^{2}-b^{2})(c^{2}-a^{2})+3R^{2}(2a^{2}-b^{2}-c^{2})-a^{2}(a^{2}+b^{2}+c^{2})+a^{4}+b^{4}+c^{4})}
{\displaystyle (c^{2}-a^{2})(2(b^{2}-c^{2})(a^{2}-b^{2})+3R^{2}(2b^{2}-a^{2}-c^{2})-b^{2}(a^{2}+b^{2}+c^{2})+a^{4}+b^{4}+c^{4})}
{\displaystyle (a^{2}-b^{2})(2(c^{2}-a^{2})(b^{2}-c^{2})+3R^{2}(2c^{2}-b^{2}-a^{2})-c^{2}(a^{2}+b^{2}+c^{2})+a^{4}+b^{4}+c^{4})}

## Websites
- D Klingens. Lester-cirkel.
- J Lester. The Lester Circle.
- MathWorld. Lester Circle.